# Cees Smal (burgemeester)
Cornelius Adrianus (Cees) Smal (Spanbroek, 14 december 1929 – Nijmegen, 20 juni 2002) was een Nederlands priester van het Aartsbisdom Utrecht en politicus van de KVP en later het CDA.
Hij is afgestudeerd in de sociale wetenschappen aan de Katholieke Universiteit Nijmegen en was daarna onder meer werkzaam in het bedrijfsleven maar ook kerkelijk en politiek actief. Zo was hij lid van de gemeenteraad van Haarlem. Smal was docent aan de hogere economische school in Amsterdam voor hij in juni 1971 benoemd werd tot burgemeester van de Gelderse gemeente Gendt. In maart 1976 volgde zijn benoeming tot burgemeester van Tubbergen. In 1985 overleed zijn echtgenote waarna hij naast zijn werk begon aan een priesteropleiding bij het Ariënskonvikt in Utrecht. In maart 1994 ging hij als burgemeester vervroegd met pensioen en in september van dat jaar werd Smal tot diaken gewijd. In april 1995 was het kardinaal Simonis die hem met vier anderen in de Kathedraal van Utrecht tot priester wijdde waarna hij tot pastoor werd benoemd in Zwolle. Midden 2002 overleed Smal op 72-jarige leeftijd.